# Bandidus marginalis
Bandidus marginalis is een insect uit de familie van de mierenleeuwen (Myrmeleontidae), die tot de orde netvleugeligen (Neuroptera) behoort. 
Bandidus marginalis is voor het eerst wetenschappelijk beschreven door Banks in 1910.